# Dulce amargo
Dulce amargo est une telenovela vénézuélienne diffusée en 2012 par Televen et Cadenatres.

## Distribution
- Scarlet Ortiz : Mariana Wilhelm Díaz de Fernández
- Erik Hayser : Nicolás Fernández Leal
- Fernando Noriega : Diego Piquer
- Alejandra Ambrosi : Camila Ramos de Linares
- Roxana Díaz : Bárbara Aguilera de Custodio
- Juan Carlos García : Rubén Ascanio
- Juan Carlos Martín del Campo : Juan Ángel Custodio
- Alejandra Sandoval : Sofía Hidalgo de Ascanio
- Anabell Rivero : Cristina Malavé
- Carlos Guillermo Haydon : Héctor Linares Alcántara
- Carlos Felipe Álvarez : Jesús Andrés Aguilera
- Oriana Colmenares : Andrea Hidalgo
- Juliet Lima : María Gabriela Hernández "La Maga"
- Aileen Celeste : Maria Fernanda "Mafer" Agüero
- Beatriz Vázquez : Claudia de la Rosa
- Flor Elena González : Adoración Díaz
- Daniel Álvarado : Benito Montilla
- Cristóbal Lander : Julio César Bueno
- Gavo Figueira : Raymond Calzadilla
- Luis Fernando Hernández : Aaron Benjamín Fernández Leal
- Jose Mantilla : Licenciado Albarrán
- Georgina Palacios : Laura Bello
- Elvis Chaveinte : El Loco Pereira
- Alejandro Díaz : Fernando González
- Mariano Medina : Daniel Fernández Wilhelm
- Arianna Lattierri : Lucía Linarez Ramos
- Maria Veronica Ciccarino : Isabella Custodio Aguilera
- Adolfo Cubas : Dr. Relicario Ángulo
- Roberto Messuti : David Anzola
- Daisumy Gonzales : Dayana Ascanio
- Raquel Yanez : Gatúbela
- Deises Heras : Elvira Bello
- Andreina Yépez : Ventura
- Gesaria La Pietra : Ayudante de Diego

## Diffusion internationale
| Pays      | Chaîne     | Titre        | Série première  | Série final  |
| --------- | ---------- | ------------ | --------------- | ------------ |
| Venezuela | Televen    | Dulce amargo | 31 octobre 2012 | 2 avril 2013 |
| Mexique   | Cadenatres | Dulce amargo | 14 janvier 2013 | 28 août 2013 |